# Саргаевская свита
Саргаевская свита, саргаевские слои (по названию деревни Саргаево, Ишимбайский район, Башкортостан, близлежащей к реке Ряузяк, где впервые обнаружена) — толща глинистых известняков и глинистых и известковых сланцев, местами водорослевых и доломитизированных известняков мощностью до 55 м. Распространена на западном склоне Среднего и Южного Урала и в восточной части Русской платформы. Палеонтологически охарактеризована. Относится к нижней части франского яруса. Подстилается кыновской свитой, покрывается доманиковой свитой. Объем свиты и точная фаунистическая характеристика дана Б. П. Марковским на Южном Урале в бассейне рек Зиган и Зилим в 1935 г.